# Zipper (attractie)

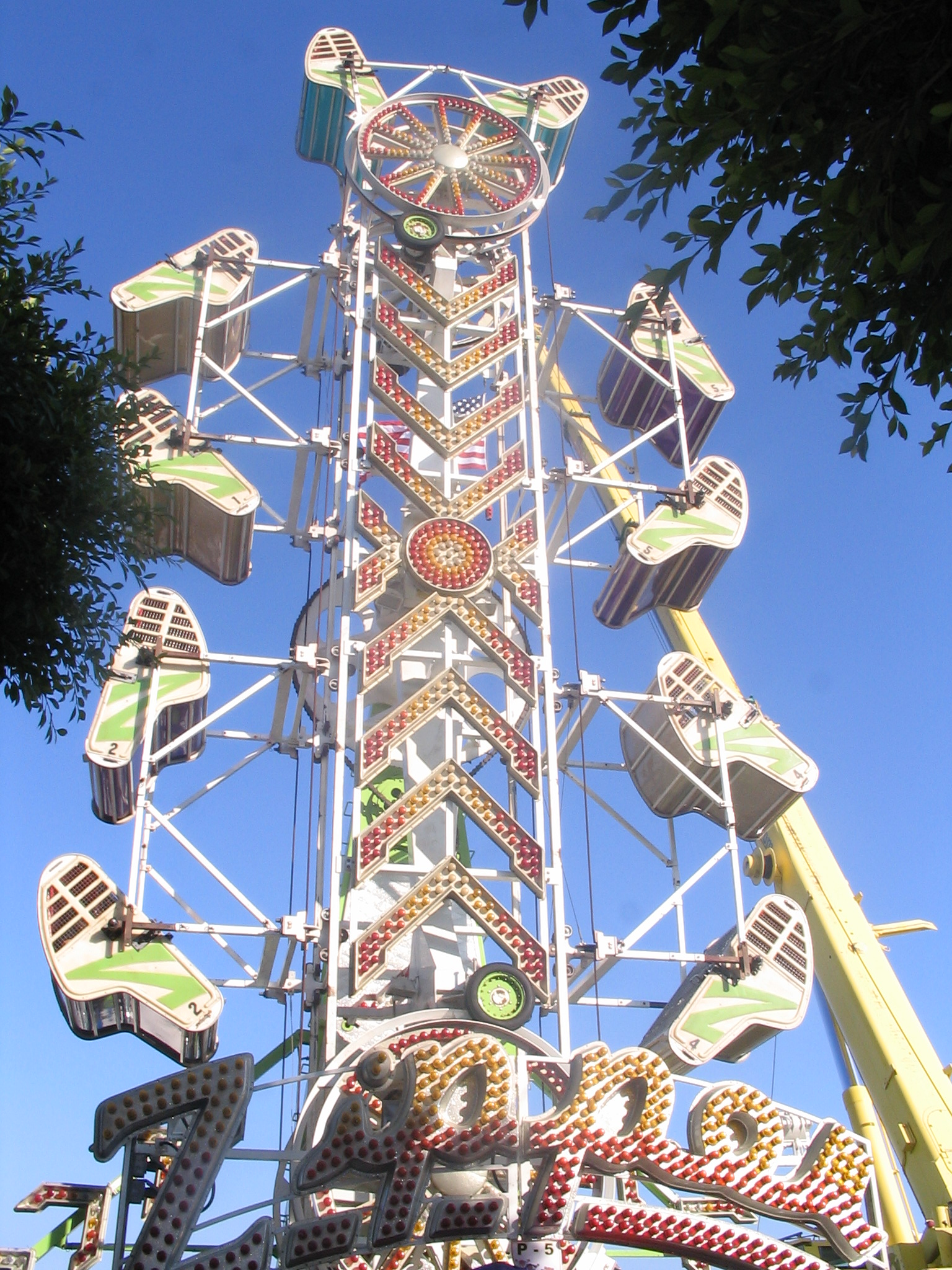
Een Zipper op een kermis in Californië

De Zipper is een attractie die voorkomt op zowel kermissen als in pretparken. De Zipper is gebaseerd op het principe van een jakobsladder. De constructie wordt gekenmerkt door grote g-krachten die de gebruikers ervaren.
De attractie wordt buiten de Verenigde Staten weinig aangetroffen. Een bekend voorbeeld daar is de Zipper op de permanente kermis van Coney Island.

## Werking
De Zipper ziet eruit als een groot ovaal frame waar een band op ligt die over het frame ronddraait. Aan de band zijn in totaal 12 karren bevestigd. In elke kar is een zitting gebouwd voor maximaal twee personen. Elke kar draait ook nog om een eigen as. Daarbij draait het frame zelf ook rond. Doordat er drie verschillende bewegingen in deze attractie zijn gecombineerd, valt hij onder de zogenoemde spin 'n puke-attracties. De attractie kan zowel linksom als rechtsom draaien. Vaak worden beide richtingen afgewisseld gedurende een rit.

## Geschiedenis
De Zipper werd geïntroduceerd in 1968 in Kansas. De attractie was ontworpen door Joseph Brown van het Amerikaanse bedrijf Chance Rides Manufacturing, Inc. Sindsdien zijn er meer dan 200 Zippers gemaakt, vooral voor kermissen in de Verenigde Staten. 

### Waarschuwingen
Op 7 september 1977 sloeg een Amerikaanse consumentenorganisatie alarm over de attractie. Het apparaat zou gevaarlijk zijn omdat men er gemakkelijk uit kon vallen. Vier Zipper-passagiers die dit overkwamen overleden aan hun verwondingen.
In juli 2006 vond er weer een ongeval plaats: twee meisjes vielen uit een Zipper doordat de deur van hun gondel opensprong tijdens de rit. Beide meisjes overleefden de val, maar ze liepen er wel ernstige verwondingen door op.

## Trivia
- Zanger Michael Jackson had een eigen Zipper.
- De Zipper toont gelijkenissen met de Grote Skydiver, een attractie die bestaat sinds 1965.
- In Walibi Belgium was ooit een Zipper aanwezig.